# مستشفى النصر الحكومي للأطفال
مستشفى النصر الحكومي للأطفال مستشفى في مدينة غزة، وهو من أكبر مستشفيات الأطفال في قطاع غزة، و تم افتتاح عدة مستشفيات أطفال بعد ذلك في القطاع بالاعتماد علي طواقم طبية من مستشفى النصر.